# II. općinska nogometna liga Slavonski Brod 1989./90.
II. općinska nogometna liga Slavonski Brod za sezonu 1989./90. je bila liga sedmog stupnja nogometnog prvenstva Jugoslavije. 
 
Liga je igrana u dvije skupine: 
- "Istok" – 12 klubova, prvak "Budućnost" iz Donjih Andrijevaca
- "Zapad" – 12 klubova, prvak "Slavonac" iz Brodskog Stupnika

## Istok
Ljestvica
| mj. | klub                       | ut. | pob. | ner. | por. | gol+ | gol- | bod |
| --- | -------------------------- | --- | ---- | ---- | ---- | ---- | ---- | --- |
| 1.  | Budućnost Donji Andrijevci |     |      |      |      |      |      |     |
| 2.  | Sloga Vrpolje              |     |      |      |      |      |      |     |
| 3.  | Bratstvo Vranovci          |     |      |      |      |      |      |     |
| 4.  | Radnički Sapci             |     |      |      |      |      |      |     |
| 5.  | Šokadija Sredanci          |     |      |      |      |      |      |     |
| 6.  | Sloga Jaruge               |     |      |      |      |      |      |     |
| 7.  | Dilj Klokočevik            |     |      |      |      |      |      |     |
| 8.  | Jedinstvo Kruševica        |     |      |      |      |      |      |     |
| 9.  | Sava Svilaj                |     |      |      |      |      |      |     |
| 10. | Slaven Trnjani             |     |      |      |      |      |      |     |
| 11. | Graničar Slavonski Šamac   |     |      |      |      |      |      |     |
| 12. | Raketa Beravci             |     |      |      |      |      |      |     |

- U slučaju neriješenog rezultata se izvodilo raspucavanje jedanaesterca te bi pobjednik dobio 1 bod, a poraženi u raspucavanju bi ostao bez bodova

Rezultatska križaljka
| kratica | klub                       | BRA | BUD | DILJ | GRA | JED | RAD | RAK | SAVA | SLAV | SLOJ | SLOV | ŠOK |
| --- | -------------------------- | --- | --- | ---- | --- | --- | --- | --- | ---- | ---- | ---- | ---- | --- |
| BRA | Bratstvo Vranovci          |     |     |      |     |     |     |     |      |      |      |      |     |
| BUD | Budućnost Donji Andrijevci |     |     |      |     |     |     |     |      |      |      |      |     |
| DILJ | Dilj Klokočevik            |     |     |      |     |     |     |     |      |      |      |      |     |
| GRA | Graničar Slavonski Šamac   |     |     |      |     |     |     |     |      |      |      |      |     |
| JED | Jedinstvo Kruševica        |     |     |      |     |     |     |     |      |      |      |      |     |
| RAD | Radnički Sapci             |     |     |      |     |     |     |     |      |      |      |      |     |
| RAK | Raketa Beravci             |     |     |      |     |     |     |     |      |      |      |      |     |
| SAVA | Sava Svilaj                |     |     |      |     |     |     |     |      |      |      |      |     |
| SLAV | Slaven Trnjani             |     |     |      |     |     |     |     |      |      |      |      |     |
| SLOJ | Sloga Jaruge               |     |     |      |     |     |     |     |      |      |      |      |     |
| SLOV | Sloga Vrpolje              |     |     |      |     |     |     |     |      |      |      |      |     |
| ŠOK | Šokadija Sredanci          |     |     |      |     |     |     |     |      |      |      |      |     |
| |                            |     |     |      |     |     |     |     |      |      |      |      |     |
| podebljan rezultat - utakmice od 1. do 11. kola (1. utakmica između klubova) rezultat normalne debljine - utakmice od 12. do 22. kola (2. utakmica između klubova) rezultat nakošen - nije vidljiv redoslijed odigravanja međusobnih utakmica iz dostupnih izvora rezultat smanjen * - iz dostupnih izvora nije uočljiv domaćin susreta prekrižen rezultat - poništena ili brisana utakmica p - utakmica prekinuta 3:0 p.f. / 0:3 p.f. - rezultat 3:0 bez borbe (_:_ 11 m) - rezultat u raspucavanju jedanaesteraca u slučaju neriješenog rezultata |                            |     |     |      |     |     |     |     |      |      |      |      |     |

 Izvori: 

## Zapad
Ljestvica
| mj. | klub                     | ut. | pob. | ner. | por. | gol+ | gol- | bod |
| --- | ------------------------ | --- | ---- | ---- | ---- | ---- | ---- | --- |
| 1.  | Slavonac Brodski Stupnik |     |      |      |      |      |      |     |
| 2.  | Polet Stari Slatinik     |     |      |      |      |      |      |     |
| 3.  | Graničar Klakar          |     |      |      |      |      |      |     |
| 4.  | Slavonac Gornja Bebrina  |     |      |      |      |      |      |     |
| 5.  | Posavac Kaniža           |     |      |      |      |      |      |     |
| 6.  | Mladost Sibinj           |     |      |      |      |      |      |     |
| 7.  | ASK Gornji Andrijevci    |     |      |      |      |      |      |     |
| 8.  | Gaj Zbjeg                |     |      |      |      |      |      |     |
| 9.  | Proleter Šumeće          |     |      |      |      |      |      |     |
| 10. | Sava Slavonski Brod      |     |      |      |      |      |      |     |
| 11. | Slavonac Slavonski Kobaš |     |      |      |      |      |      |     |
| 12. | BONK Bebrina             |     |      |      |      |      |      |     |

- U slučaju neriješenog rezultata se izvodilo raspucavanje jedanaesterca te bi pobjednik dobio 1 bod, a poraženi u raspucavanju bi ostao bez bodova

Rezultatska križaljka
| kratica | klub                     | ASK | BONK | GAJ | GRA | MLA | POL | POS | PRO | SAVA | SLABS | SLAGB | SLASK |
| --- | ------------------------ | --- | ---- | --- | --- | --- | --- | --- | --- | ---- | ----- | ----- | ----- |
| ASK | ASK Gornji Andrijevci    |     |      |     |     |     |     |     |     |      |       |       |       |
| BONK | BONK Bebrina             |     |      |     |     |     |     |     |     |      |       |       |       |
| GAJ | Gaj Zbjeg                |     |      |     |     |     |     |     |     |      |       |       |       |
| GRA | Graničar Klakar          |     |      |     |     |     |     |     |     |      |       |       |       |
| MLA | Mladost Sibinj           |     |      |     |     |     |     |     |     |      |       |       |       |
| POL | Polet Stari Slatinik     |     |      |     |     |     |     |     |     |      |       |       |       |
| POS | Posavac Kaniža           |     |      |     |     |     |     |     |     |      |       |       |       |
| PRO | Proleter Šumeće          |     |      |     |     |     |     |     |     |      |       |       |       |
| SAVA | Sava Slavonski Brod      |     |      |     |     |     |     |     |     |      |       |       |       |
| SLABS | Slavonac Brodski Stupnik |     |      |     |     |     |     |     |     |      |       |       |       |
| SLAGB | Slavonac Gornja Bebrina  |     |      |     |     |     |     |     |     |      |       |       |       |
| SLASK | Slavonac Slavonski Kobaš |     |      |     |     |     |     |     |     |      |       |       |       |
| |                          |     |      |     |     |     |     |     |     |      |       |       |       |
| podebljan rezultat - utakmice od 1. do 11. kola (1. utakmica između klubova) rezultat normalne debljine - utakmice od 12. do 22. kola (2. utakmica između klubova) rezultat nakošen - nije vidljiv redoslijed odigravanja međusobnih utakmica iz dostupnih izvora rezultat smanjen * - iz dostupnih izvora nije uočljiv domaćin susreta prekrižen rezultat - poništena ili brisana utakmica p - utakmica prekinuta 3:0 p.f. / 0:3 p.f. - rezultat 3:0 bez borbe (_:_ 11 m) - rezultat u raspucavanju jedanaesteraca u slučaju neriješenog rezultata |                          |     |      |     |     |     |     |     |     |      |       |       |       |